# A.D. Coleman
Allan Douglass Coleman, född 1943, är en oberoende amerikansk kritiker, fotograf, historiker, utbildare och kurator i fotografi och fotobaserad konst. Han är en refererad kommentator över nya digitala tekniker. Han har utgivit åtta böcker och mer än 2 000 essäer över fotografi och därmed relaterade områden. Han har undervisat internationellt och hans verk har översatts till 21 språk och publicerats i 31 länder.